# سده ۱۸ (پیش از میلاد)
(سده نوزدهم پ.م. - سده هژدهم پیش از میلاد مسیح - سده هفدهم پ.م. - سده‌های دیگر)
قرن هجدهم پیش از میلاد، قرنی بود که از ۱۸۰۰ پیش از میلاد تا ۱۷۰۱ پیش از میلاد ادامه یافت.

## رخدادها
- ۱۸۰۰ پیش از میلاد: آغاز عصر برنز نوردیک در سیستم زمانی ابداع شده توسط اسکار مونتلیوس.
- حدود ۱۸۰۰ پیش از میلاد: جوامع یکجانشین مایاها در آمریکای میانه[۱]
- حدود ۱۸۰۰ پیش از میلاد: هیکسوس‌ها شروع به سکونت در دلتای نیل کردند. پایتخت آنها اواریس در شمال شرقی دلتای نیل بود.[۲]
- ۱۸۰۰ پیش از میلاد: محل دفن اجساد در کوزه آدیچانالور در منطقه تیرونلولی در تامیل نادو. در سال ۲۰۰۴، تعدادی اسکلت مربوط به حدود ۳۸۰۰ سال پیش کشف شد.
- ۱۸۰۰ پیش از میلاد: آغاز مهاجرت هندوآریایی‌ها
- ۱۸۰۰ تا ۱۷۰۰ پیش از میلاد: زوال تمدن دره سند
- ۱۸۰۰ تا ۱۳۰۰ پیش از میلاد: تروی ششم شکوفا می‌شود.
- ۱۷۹۲-۱۷۵۰ (پیش از میلاد)؛ دولت بابل
- ۱۷۹۲-۱۷۵۰ (پیش از میلاد)، ستون سنگی حمورابی در شوش ساخته شد. این اثر اکنون در موزه لوور در پاریس نگهداری می‌شود.
- حدود ۱۷۹۲ پیش از میلاد – ۱۷۵۰ پیش از میلاد: (گاه‌شماری میانه) – حمورابی بر بابل حکومت می‌کند و باید با ماری که در اواخر دوران حکومتش فتح می‌کند، مقابله کند.[۳]
- ۱۷۸۷-۱۷۸۴ (پیش از میلاد)؛ اموری‌ها بر اوروک و ایزین چیره شدند.
- ۱۸۷۶ (پیش از میلاد)؛ در مصر باستان:شهبانو سوبکنفرو درگذشت و با مرگش دوازدهمین دودمان پادشاهی مصر باستان به پایان رسید. دودمانهای سیزدهم و چهاردهم بر سر کار آمدند.
- ۱۷۷۹ (پیش از میلاد)؛ آغاز فرمانروایی زیمری لیم بر ماری
- ۱۷۷۰ (پیش از میلاد)؛ بابل پایتخت دولت بابل بزرگ‌ترین شهر جهان ان زمان شد و جای شهر تب را گرفت.
- ۱۷۶۶ (پیش از میلاد)؛ در چین دودمان شانگ بر دودمان شیا پیروز شد.
- ۱۷۶۴-۱۷۵۰ (پیش از میلاد)؛ جنگهای حمورابی
- ۱۷۵۷ (پیش از میلاد)؛ ماری به دست حمورابی به تاراج رفت و کاخ زیمری لیم ویران شد.
- ۱۷۵۷ (پیش از میلاد)؛ زیمری لیم پادشاه ماری درگذشت.
- ۱۷۵۰ (پیش از میلاد)؛ هیکسوس بر شمال مصر چیره شدند.
- ۱۷۵۰ (پیش از میلاد)؛ فوران بزرگ آتشفشان مونت ونیامینوف در آلاسکا
- ۱۷۵۰ (پیش از میلاد)؛ ساخت گچبری بر روی دیوار در ماری از زیمریلیم در هنگام برگزاری آیین بزرگداشت. این اثر اکنون در موزه لوور پاریس نگهداری می‌شود.
- حدود ۱۷۵۰ پیش از میلاد: دوره ودایی در هند آغاز می‌شود.
- ۱۷۴۹-۱۷۱۲ (پیش از میلاد)؛ شورش در میانرودان
- حدود ۱۷۴۰ پیش از میلاد - حدود ۱۷۲۰ پیش از میلاد: سلطنت فرعون نفرحوتپ اول و برادرش سوبکوتپ چهارم، که اوج دودمان سیزدهم مصر را رقم زد.[۴]
- فرهنگ اونه‌تیس آغازین، آغاز عصر برنز در مرکز اروپا
- زینه دوم تمدن مینوسی از دوره میانه
- حدود ۱۷۰۰ پیش از میلاد: آخرین گونه ماموت در جزیره ورانگل منقرض شد.
- حدود ۱۷۰۰ پیش از میلاد: دوره کاخ قدیمی مینوسی پایان می‌یابد و دوره کاخ دوم مینوسی (نئوپالاتیال) در کرت آغاز می‌شود.
- حدود ۱۷۰۰ پیش از میلاد: فلزکاران اژه‌ای اشیاء تزئینی تولید می‌کنند که با آثار جواهرسازان خاور نزدیک باستان رقابت می‌کند، و به نظر می‌رسد تکنیک‌های آنها را از آنها وام گرفته‌اند.[۵]
- حدود ۱۷۰۰ پیش از میلاد: لیلا-ایر-تاش بر امپراتوری ایلام حکومت کرد.
- حدود ۱۷۰۰ پیش از میلاد: عصر برنز در چین آغاز می‌شود.
- حدود ۱۷۰۰ پیش از میلاد: سلسله شانگ در چین آغاز شد.

## چهره‌های برجسته
- حمورابی(۱۷۹۲-۱۷۵۰ (پیش از میلاد))، فرمانروای امپراتوری بابل
- تانگ براندازنده امپراتور جیه، واپسین فرمانروای دودمان شیا

## نوآوری‌ها، یافته‌ها، آشنایی‌ها
- صفحه فستوس ساخته شده در حدود ۱۷۰۰ (پیش از میلاد)، معنا و آماج از ساختش و حتی جای ساختش تاکنون نادانسته و به مانند یک راز به جا مانده‌است.

## مرگ‌ها
- ۱۷۵۰ (پیش از میلاد)؛ حمورابی